# グリーン・ライト (ボニー・レイットのアルバム)
| 専門評論家によるレビュー           | 専門評論家によるレビュー |
| レビュー・スコア                   | レビュー・スコア         |
| 出典                               | 評価                     |
| ---------------------------------- | ------------------------ |
| オールミュージック                 | [ 1 ]                    |
| エンターテインメント・ウィークリー | B−                       |
| Robert Christgau                   | A−                       |
| ローリング・ストーン               | [ 4 ]                    |

『グリーン・ライト』（原題：Green Ligtht）は1982年にリリースされたボニー・レイットによる8枚目のアルバム。 
「今回、私が欲しかったのは、最近聴いた音楽の組み合わせでした」と1982年にレイットは語り、「ビリー・バーネット、 ブラスター 、 ロックパイル 、ロカビリーのニューウェーブシーン。 ピーター・アッシャーのプロデュースで作ったレコードで得た滑らかな音から逃げなければならなりませんでした…… 『愛に生きる』への反応がないことに少し腹を立てました。そして、思い通りの音を出すことができなかったことに失望しました。 シャングリラ（スタジオ）に移って、私はそれがどのように聞こえるかに夢中ではないのに、以前のレコードにあったルーツとファンキーネスに戻りたかったのです。 『グリーン・ライト』は、私が実際に楽しんでいた最初のアルバムです」と述べている。 
『グリーン・ライト』は長年にわたりレイットにとって最も強力な評価を受けており、音楽評論家ロバート・クリストガウは、「『愛に生きる』において現代女性の代弁者は死ぬことを拒否し、今や彼女は ”良い昔のあなたの知っていること” の疑いの概念によってさらに良くなります。『グリーン・ライト 』の強さは浮上するには深くまで潜りすぎて一度にすべてをつかむことができないため、通常はNRBQのアーチである「Me and the Boys」から始めますが、ボニーと少年たちがそれに降りかかったときに、（すべてのポスト・フェミニストの特性を考慮して）正式に高度な撤退を行いました』と書いている。 
レイットによれば、アルバムのハードロックアプローチは彼女の仲間の何人かを驚かせた。 「まあ、私の友人の多くは私がビーチに移動し、おてんば娘になったと思いました。 しかし、突然私の頭が空っぽになったわけではありません。 少し明るくする必要がありました。それだけです。 ヒッピーの毛布が天井からぶら下がっているこのファンキーな古いスタジオでプレイして、ずっと楽しんでいました。 今、私は私がロックンロールについてするのと同じように感じる人々からいくつかのフィードバックを得ています。 それから、ほかにも私に椅子に座ってアコースティックギターを弾いていてほしいと願っているより保守的な友人も何年もの間知っています。」 

## トラックリスト
1. 「ハートの糧 - Keep This Heart in Mind 」（フレッド・マローン、スティーブ・ホルアップル）-3:20
2. 「リヴァー・オブ・ティアーズ - River of Tears」（エリック・カズ）– 4:54
3. 「キャント・ゲット・イナフ - Can't Get Enough」（ボニー・レイット 、ウォルト・リッチモンド）– 2:51
4. 「ウィルヤ・ウォンチャ - Willya Wontcha」（ジョニー・リー・シェル）– 3:22
5. 「二人の絆 - Let's Keep It Between Us」（ボブ・ディラン）– 4:43
6. 「ミー・アンド・ボーイズ - Me and Boys」（テリー・アダムス）– 3:38
7. 「キャント・ヘルプ・マイセルフ - I Can't help Myself」（レイット、シェル、リッキー・ファター 、レイ・オハラ）– 3:06
8. 「ベイビー・カム・バック - Baby Come Back 」（エディ・グラント）– 2:48
9. 「トーク・トゥ・ミー - Talk to Me」（ジェリー・リン・ウィリアムズ）– 3:22
10. 「グリーン・ライツ - Green Lights」（アダムス、 ジョーイ・スパンピナート）– 3:14

## パーソネル
- ボニー・レイット – リードボーカル 、 ギター 、 スライドギター 、バッキングボーカル（6、7、8）

バンプバンド
- イアン・”マック”・マクレガン – キーボード
- ジョニー・リー・シェル – ギター、バッキングボーカル（ 1、6、7、8 ）、 オルガン （2）、 オートハープ （8）、パーカッション（9）
- レイ・オハラ– ベース
- リッキー・ファタール – ドラムス 、 パーカッション 、バッキングボーカル（1）

共演： 
- ジャクソン・ブラウン – バッキング・ボーカル（1）
- メラニー・ロザレス – バッキング・ボーカル（1）
- リチャード・マニュエル – ハーモニー・ボーカル（2）
- ビンス・ギル – バッキング・ボーカル（7）
- スティーブ・レイット – バッキングボーカル（8）
- ウィリアムD.”スミティー”・スミス – オルガン （5）
- リック・ヴィトー – 追加のギター（ 1、8、9、10 ）
- マック・ジェイムズ – 追加のギター（8）
- ロブ・フラボニ – パーカッション（3）
- デビッド・ウッドフォード – サックス （1、3、9）

## プロダクション
- プロデューサー – ロブ・フラボニ
- エンジニア – ティム・クレイマー
- 追加エンジニア – テリー・ベッカー
- アシスタントエンジニア – トム・ユイル
- 当初は、The Mastering Lab（カリフォルニア州ロサンゼルス）でMike Reeseによってマスターされた。
- リマスタースーパーバイザー –  エド・チャーニー
- リマスター – キース・ブレイクとグレッグ・ゲラー
- プロジェクトコーディネーター – ジョーモッタ
- アートディレクション – ティム・リッチー
- デザイン – Mac James
- 写真 – ジョン・リヴゼイ
- マネージメント – ジェフリー・ハーシュとディック・ウォーターマン

## チャート
アルバム - ビルボード （アメリカ） 
| 年   | チャート       | ポジション |
| ---- | -------------- | ---------- |
| 1982 | ポップアルバム | 38         |

| 年   | シングル       | チャート                                | ポジション |
| ---- | -------------- | --------------------------------------- | ---------- |
| 1982 | 「ハートの糧」 | ビルボード・メインストリーム・ロック    | 39         |
| 1982 | 「ハートの糧」 | ビルボード・ホット100以下チャート急上昇 | 104        |